# 松下隼司
松下 隼司（まつした じゅんじ、1978年 - ）は、日本の教育者、大阪府公立小学校教諭。

## 経歴
愛媛県松山市生まれ。2歳のときに父親を交通事故で亡くす。母親は特別支援学校教諭（現在退職）。
2003年奈良教育大学小学校教員養成課程美術家卒業。
2003年より現職。大阪市立春日出小学校、大阪市立城北小学校、大阪市立豊仁小学校に勤務。
2024年より大阪市立豊崎小学校に勤務。
19歳から29歳まで関西の小劇場を中心に約10年間、演劇活動をする。
アンガーマネジメントのファシリテーター・キッズインストラクターの資格講座を履修（日本アンガーマネジメント協会）
2018年第4回全日本ダンス教育指導者指導技術コンクールで金賞の文部科学大臣賞を受賞。（JDAC）
第69回読売教育賞で優秀賞を受賞。
第20回読み聞かせコンクール朗読部門で県議会議長賞、自由部門で茨城県教育委員会教育長賞を受賞。
2020年プレゼンアワード2020で優秀賞を受賞。
日本最古の神社、大神神社の短歌際で額田王賞を受賞。
令和4年度文部科学大臣優秀教職員表彰を受賞。
令和6年度版教科書編集委員。
Voicyパーソナリティ『しくじり先生の今日の失敗』。
2024年11月より週刊大阪日日新聞でコラム『みんなが知らない教師の舞台裏』を連載。
小学館「みんなの教育技術」でコラム『松下隼司の笑ってエヴリデイ』で連載。
ママ・パパの情報サイト「ぐるっとママ」でコラムを担当

## 著書
絵本
- 『ぼく、わたしのトリセツ』（アメージング出版,2020.12）
- 『せんせいって』(絵：夏きこ）（みらいパブリッシング,2021.9）

教育書
- 『むずかしい学級の空気をかえる　楽級経営』（東洋館出版社,2022.7）
- 『教師のしくじり大全　これまでの失敗とその改善策』（フォーラム出版,2024.3）